# La Chapelle-Craonnaise

La Chapelle-Craonnaise este o comună în departamentul Mayenne, Franța. În 2009 avea o populație de 318 de locuitori.